# Kastanienbrust-Zaunkönig
Der Kastanienbrust-Zaunkönig (Cyphorhinus thoracicus) ist eine Vogelart aus der Familie der Zaunkönige (Troglodytidae), die in Kolumbien, Ecuador, Peru und Bolivien verbreitet ist. Der Bestand wird von der IUCN als nicht gefährdet (Least Concern) eingeschätzt.

## Merkmale

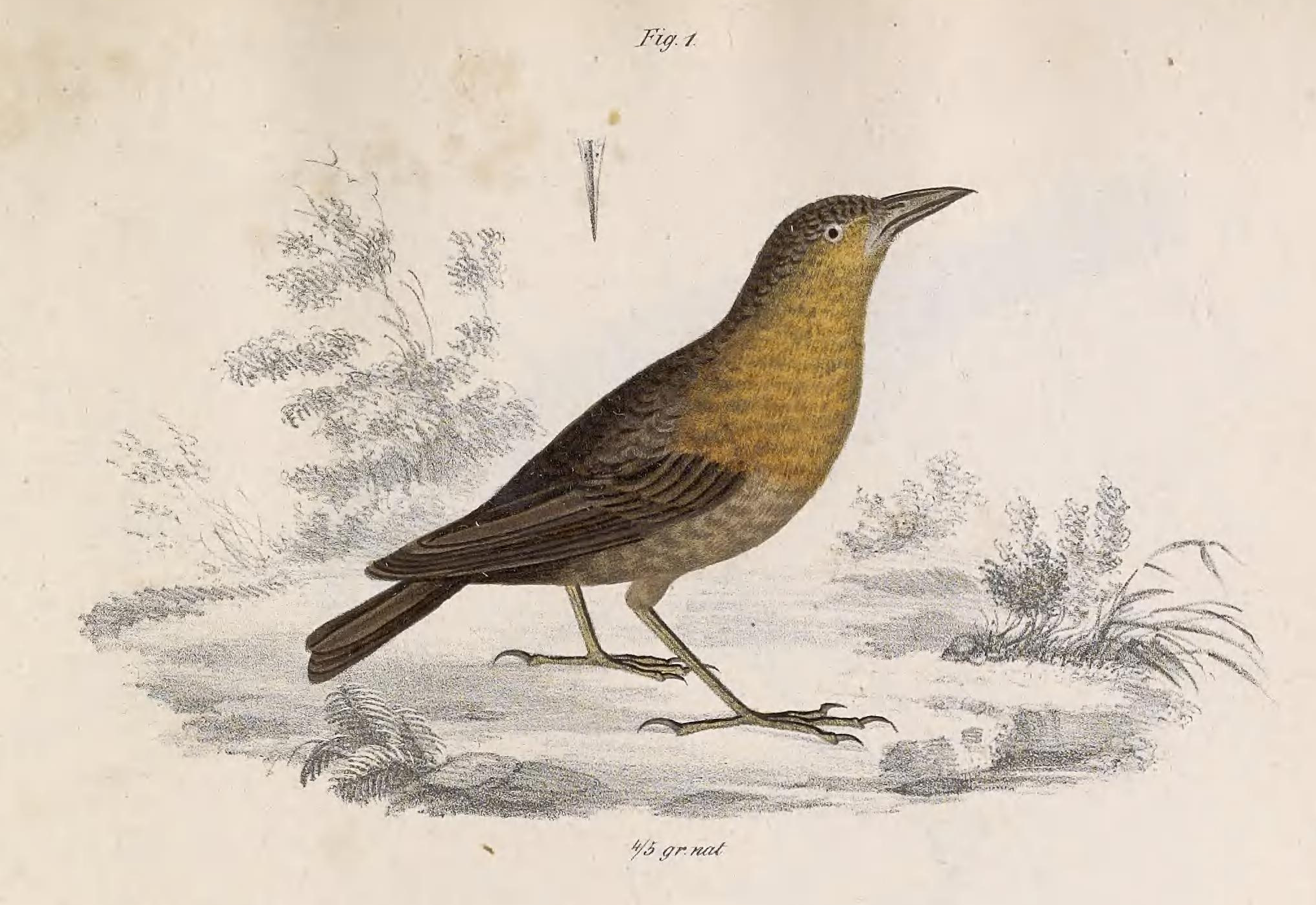
Kastanienbrust-Zaunkönig, Zeichnung von 1846

Der Kastanienbrust-Zaunkönig erreicht eine Körperlänge von etwa 11,5 bis 15,0 cm bei einem Gewicht von 26,5 bis 41,0 g. Die Zügel sind rußig schwarz, die Ohrdecken und der Bereich hinter den Augen kräftig orangebraun. Die freigelegte Haut um das Auge ist blau. Der Oberkopf ist rußig schwarz, der Rücken und der Bürzel sind kräftig dunkelbraun. Die Schultern, Oberflügeldecken und Schwungfedern sind dunkelbraun, die Handschwingen etwas heller als die Armschwingen. Die Steuerfedern sind dunkelbraun. Das Kinn ist bräunlich grau, die Kehle und die Brust stark orangebraun und der Bauch gelbbraunorange. Die Flanken im hinteren Bereich sind dunkelbraun. Die Augen sind braun, der Schnabel und die Beine schwarz. Beide Geschlechter ähneln sich. Jungtiere ähneln erwachsenen Vögeln, haben aber einen blasseren Hinterbauch.

## Verhalten und Ernährung
Im Mageninhalt von C. t. thoracicus wurden Schaben, Käfer, Heuschrecken und andere nicht identifizierte Insektenteile entdeckt. Die Unterart ist territorial und sucht sein Futter vorzugsweise im Laubabfall. Meist ist er alleine unterwegs, gelegentlich paarweise oder in Familiengruppen. Er scheint aktiver zu werden, wenn gemischte Vogelgruppen seinen Weg kreuzen. Bei der nördlichen Unterart C. t. dichrous wurden in Fäkalproben 37 % Käfer, 36 % Spinnen, 9 % Milben, 9 % Ameisen und 9 % Heuschrecken analysiert. Auch diese Unterart scheint territorial zu sein. Auch das restliche Verhalten ähnelt der Nominatform. Meist mischt er sich aber nicht unter andere Vogelgruppen.

## Lautäußerungen
Der Gesang der südlichen Unterart des Kastanienbrust-Zaunkönigs besteht aus einer variablen, musikalischen und meist unaufgeregten Serie von quietschenden, pfeifenden und schnurrenden Tönen. Diese besteht aus zwei bis fünf längeren geflöteten Pfiffen, die sich alle in der Tonlage unterscheiden. Dann folgt eine schnellere Serie von fünf bis elf Pfiffen, die ca. eine Sekunde dauern, bzw. ein schneller gepfiffenes Geträller. Seine Laute beinhalten ein Frosch ähnliches und hölzern klingendes krol, welches in unregelmäßigen Serien von sich gegeben wird. Bei der nördlichen Unterart klingt der Gesang wie drei bis vier flüchtige klare Pfeiftöne im wiederholten Takt. Oft ist es ein ansteigender Ton, einer in gleicher Tonlage und ein absteigender Ton. Dabei gibt er auch Varianten des gleichen Gesangsthemas von sich, die er beständig wiederholt. Ein Laut kling wie ein rauer tschurr-Ton.

## Fortpflanzung
Über die Brutbiologie der südlichen Unterart ist wenig bekannt. Im Südosten Perus wurden im November Nestlinge beobachtet. In der gleichen Region waren erwachsene Vögel von August bis November in Brutstimmung. Ein fotografiertes Nest war relativ aufwendig gebaut, mit offener Front und einer gewölbten Struktur aus frischer, aber auch abgestorbener Vegetation. Diese bestand aus Farnen und Moos. Es befand sich relativ bodennah. Das Gelege bestand aus zwei Eiern. Bei der nördlichen Subspezies scheint die Brutsaison langwierig oder regional unterschiedlich zu sein. In Kolumbien wurden ausgewachsene Jungtiere im April, Vögel in Brutstimmung im Juni und Nestbau im September beobachtet. Zwei Jungtiere, die von den Eltern versorgt wurden, wurden im Dezember entdeckt. Das Revier in Kolumbien wird als ca. 53 Hektar groß beschrieben. Dieses verteidigt er gegen konspezifische Arten, aber auch gegen Tapaculos (Scytalopus) oder die Braunkopf-Buschammer  (Arremon brunneinucha).

## Verbreitung und Lebensraum

Verbreitungsgebiet des Kastanienbrust-Zaunkönigs (grün)

Die südliche Unterart des Kastanienbrust-Zaunkönigs bevorzugt feuchte Bergwälder, inklusive Gebiete mit Sekundärvegetation und epiphytischem Wolken- und Nebelwald mit reichlich Moos. Typischerweise bewegt er sich ca. einen Meter über dem Boden in Höhenlagen von 1200 bis 2700 Metern. Im Nationalpark Manú kann er bis 800 Meter vorkommen. Die nördliche Unterart hat ein ähnliches Habitat, kommt aber meist in Höhenlagen von 1000 bis 2600 Metern vor. An den pazifischen Andenhängen kann er bis 700 Meter unterwegs sein.

## Migration
Es wird vermutet, dass der Kastanienbrust-Zaunkönig ein Standvogel ist.

## Unterarten
Es sind zwei Unterarten bekannt:

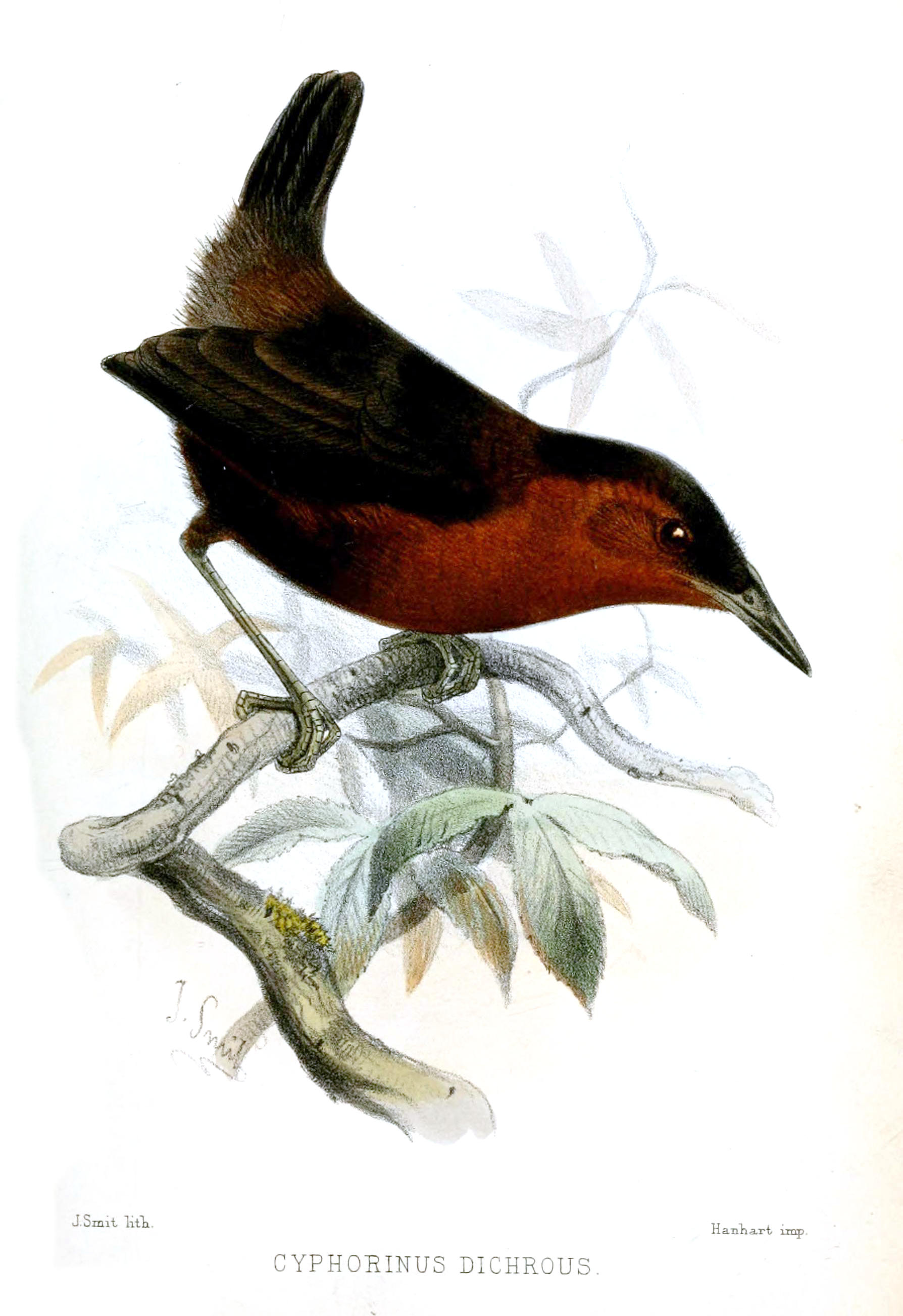
C. t.dichrous illustriert von Joseph Smit

- Cyphorhinus thoracicus thoracicus von Tschudi, 1844[3] kommt von Zentralperu bis in den Westen Boliviens vor.
- Cyphorhinus thoracicus dichrous Sclater, PL & Salvin, 1879[4] ist von Zentralkolumbien bis in den Norden Perus verbreitet. Die Unterart hat eine Körperlänge von etwa 13,5 bis 15,0 cm bei einem Gewicht der Männchen von 17,6 bis 35,0 g und der Weichen 26,2 bis 29,6 g. Der Oberkopf ist schwarz, Oberseite und Bürzel eher dunkelbraun. Von der Kehle bis zum Oberbauch ist er orangekastanienfarben.[1]

## Etymologie und Forschungsgeschichte
Die Erstbeschreibung des Kastanienbrust-Zaunkönigs erfolgte 1844 durch Johann Jakob von Tschudi unter dem wissenschaftlichen Namen Cyphorhinus thoracicus. Das Typusexemplar hatte von Tschudi im Peru gesammelt. Im gleichen Aufsatz führte Jean Louis Cabanis die für die Wissenschaft neue Gattung Cyphorhinus für den Kastanienbrust-Zaunkönig ein. Dieser Name leitet sich von »cyphos, cyptō κυφος, κυπτω« für »Auswuchs, Höcker, sich bücken« und »rhis, rhinos ῥις, ῥινος« für »Nase« ab. Der Artname »thoracicus« ist das lateinische Wort für »Brust« und lässt sich aus dem griechischen »thōrax, thōrakos θωραξ ,θωρακος« für »Brustplatte« ableiten. »Dichrous« ist ein griechisches Wortgebilde aus »di-, dis δι-, δις« für »doppelt, zweifach« und »chroa, chroas χροα, χροας« für »Farbe, Erscheinungsbild«.